# Профаза
Профазата е първата и най-дълга фаза на клетъчното делене митоза. През профазата хромозомите се скъсяват и надебеляват. За начало на профазата се приема момента в който започналите да се спирализират и кондензират през интерфазата хромозоми, станат ясно видими на светлинен микроскоп, като тънки, дълги нишки, разпръснати в ядрото.

## Същност
Най-забележителните събития, които се извършват в майчината клетка през профазата, са две – превръщане на интерфазните хромозоми в митотични и оформяне на делително вретено. Интерфазните хромозоми (хроматиновите нишки) се спирализират и нагъват, като в резултат силно се скъсяват и удебеляват, превръщайки се в компактни частици – митотични хромозоми, които са видими под светлинен микроскоп. Повечето адхезин, протеин който държи удвоената през синтетичния период ДНК заедно, бива разрушен, благодарение на което двете сестрински хроматиди стават видими. Те все още остават прикрепени заедно с малко количество адхезин в областта на центомерите си. Центромерата е стеснен участък в хромозомата, със специфична ДНК секвенция, в който двете хроматиди са прикрепени една за друга. Всяка хроматида има своя собствена центромера.
Хромозомите не могат да се движат самостоятелно. Тяхното придвижване в клетката, за да се разделят на два комплекта, се осъществява чрез делителното вретено. В късна профаза в зоната на центромерите се формират кинетохорите – по един за всяка хроматида. Кинетохорите са протеинови комплекси с дисковидна форма, тясно асоциирани с центромерите, разположени от двете страни на хромозомата и служат за прикачване на нишките на делителното вретено. То се образува в цитоплазмата от белтъчни нишки, свързващи два срещуположни полюса на клетката.
Центрозомите, които по време на интерфазата се удвояват и стоят заедно близко до повърхността на ядрото, през профазата се разделят и се придвижват в противоположни посоки. В процеса на придвижването си те формират делителното вретено. Посоката, в която се ориентират и разполагат центрозомите, определя плоскостта в която ще се дели клетката. При растителнике клетки, които нямат центрозоми, микротръбичкови организационни центрове, разположени в противоположните краища на клетките, изпълняват ролята на митотични центрове и формират делителното вретено.
По време на профазата ядърцето и ядрената обвивка постепенно се разпадат, което обуславя края на профазата и началото на метафазата.